# Combretum gracile
Combretum gracile là một loài thực vật có hoa trong họ Trâm bầu. Loài này được Schott mô tả khoa học đầu tiên năm 1827.